# Moby Dick (музичка група)
Моби Дик је српска поп-рок и денс група основана 1992. године. Оснивач групе је Срђан Чолић. До 1997. поред Срђана Чолића, члан групе је била Ана Станић, а од 1998. Александра Перовић. Група је издала пет албума и две компилације.

## Историја
Група је основана 1992. као бенд са шест чланова. Први албум Крени је објављен 1993. Ана Станић је приступила бенду 1994. као женски вокал. Бенд је временом постао дует Срђана Чолића и Ане Станић након што су остали чланови из прве поставе бенда отишли. Други албум Moby Dick је изашао 1994. и постигао је велики успех, са више од 200.000 продатих примерака. На њему су били хитови попут Нема нас више, Брате пријатељу, Зар није те стид, Бацила си чини, и контроверзни Краљ Кокаина, чије је емитовање било забрањено на неким ТВ и радио станицама. Током тог периода су често јавно наступали, и имали су распродат концерт у Сава центру у Београду.
Трећи албум Носталгија је изашао 1997. и на њему су били хитови попут Носталгија, Убио сам човека због тебе, и Падрино. Ана Станић одлази из групе 1998. и започиње соло каријеру, а на њено место долази Александра Перовић. У новом саставу су избацили два албума, IV у 1998. и Хотелска соба у 2001. Након Хотелске собе, Срђан је одлучио да започне каријеру као студијски менаџер и продуцент, док је Александра започела соло певачку каријеру.

## Дискографија

### Албуми
- 1994. Крени!
- 1995. Моби Дик
- 1997. Носталгија
- 1998. IV
- 2001. Хотелска соба

### Компилације
- 2003. Топ 20
- 2009. Ретро колекција

### Синглови
- 2010. Мала[10]
- 2012. Мирис брзине[11]
- 2012. Жена кад памет попије (Звонко Демировић)[12]

## Фестивали

### Пјесма Медитерана
- Под кожу си ми ушла, '94

### МЕСАМ
- Зар није те стид, '95[13]

### Сунчане скале
- Жена, 2005.